# Charles F. Brannan

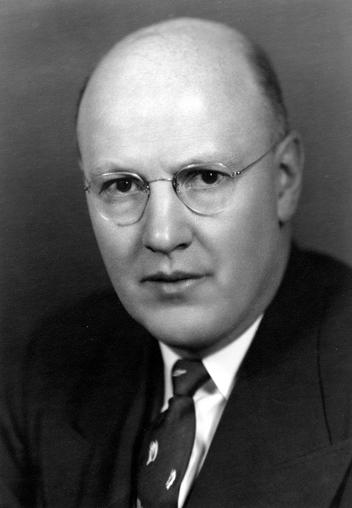
Charles Brannan

Charles Franklin Brannan, född 23 augusti 1903 i Denver, Colorado, USA, död där 2 juli 1992, var en amerikansk demokratisk politiker.
Han avlade 1929 juristexamen vid University of Denver. Han tjänstgjorde som USA:s jordbruksminister 1948-1953 under president Harry S. Truman. Han presenterade 1949 Brannanplanen för att trygga böndernas inkomster som en del av Trumans reformprogram Fair Deal. USA:s kongress, som kontrollerades av republikanska partiet, godkände inte Brannanplanen.
Efter tiden som jordbruksminister arbetade Brannan som advokat för National Farmer's Union.